# Cilibiu
Cilibiu – wieś w Rumunii, w okręgu Jassy, w gminie Golăiești. W 2011 roku liczyła 584 mieszkańców.